# Musikjahr 1884
Liste der Musikjahre

◄◄ | ◄ | 1880 | 1881 | 1882 | 1883 | Musikjahr 1884 | 1885 | 1886 | 1887 | 1888 | ► | ►►

Weitere Ereignisse
Dieser Artikel behandelt das Musikjahr 1884.

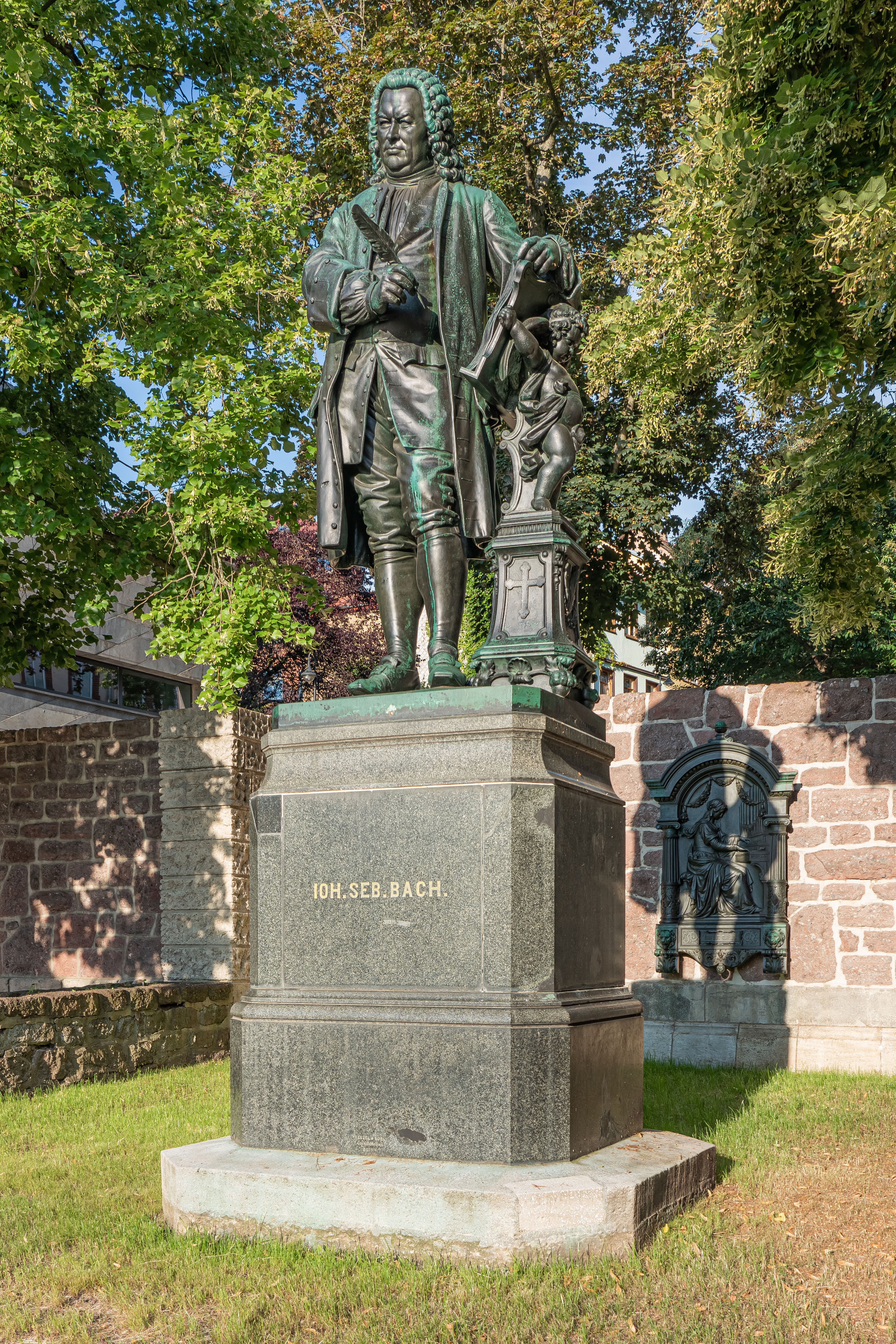
Bach-Denkmal in Eisenach

## Ereignisse
- 22. April: Die italienisch-schwedische Ballerina und Pädagogin Marie Taglioni, Meisterin des Spitzentanzes, stirbt. Sie war der erste „Star“ des romantischen Balletts und bereits zu Lebzeiten ein Mythos.
- 23. September: Das von Adolf von Donndorf entworfene und von Hermann Heinrich Howaldt in Braunschweig gegossene Bachdenkmal in Eisenach wird enthüllt.

## Instrumentalmusik (Auswahl)
- 26. Januar: Das Streichquintett E-Dur op. 1 von Ethel Smyth wird im Leipziger Gewandhaus uraufgeführt.
- Anton Bruckner: Perger Präludium in C-Dur (WAB 129); 7. Sinfonie WAB 107. Uraufführung am 30. Dezember mit dem Gewandhausorchester unter der Leitung von Arthur Nikisch im Neuen Theater in Leipzig
- Alfredo Catalani: In gondola (Klaviermusik)
- César Cui: Suite concertante op. 25 für Violine und Orchester
- Antonín Dvořák: Ballade d-Moll für Violine und Klavier
- Gabriel Fauré: Papillon für Violoncello und Klavier op. 77
- Edvard Grieg: Holberg-Suite op. 40
- Nikolai Andrejewitsch Rimski-Korsakow: Sinfonietta über russische Themen a-Moll op. 31
- Ethel Smyth: Streichquintett h-Moll; Sinfonie für kleines Orchester
- Johann Strauss (Sohn): Die Tauben von San Marco op. 414 (Polka); Eine Nacht in Venedig (Quadrille) op. 416
- Pjotr Iljitsch Tschaikowski: Impromptu-Caprice G-Dur; Konzertfantasie G-Dur für Klavier und Orchester op. 56; Elegie zu Ehren von I. W. Samarin G-Dur; Suite Nr. 3 G-Dur op. 55

## Vokalmusik (Auswahl)
- Johannes Brahms: Lieder und Romanzen für vierstimmigen gemischten Chor op. 93a; Tafellied von Joseph von Eichendorff für sechsstimmigen gemischten Chor mit Klavier op. 93b
- Anton Bruckner: Christus factus est, WAB 11 (Uraufführung am 9. November in der Wiener Hofmusikkapelle); Motette Salvum fac populum tuum, WAB 40; Veni Creator Spiritus, WAB 50

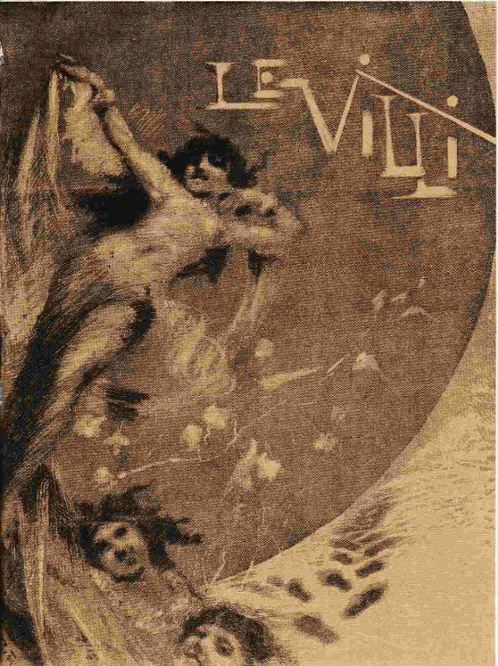
Abbildung zu Giacomo Puccinis Oper Le Villi in Gazzetta Musicale di Milano (1884)

## Musiktheater
- 10. Januar Uraufführung der Überarbeitung (italienische Fassung) der Oper Don Carlos von Giuseppe Verdi ia der Scala in Mailand.
- 19. Januar: Uraufführung der Oper Manon von Jules Massenet in der Opéra-Comique, Paris
- 25. Januar: Am Theater an der Wien in Wien erfolgt die Uraufführung der Operette Gasparone von Karl Millöcker auf das Libretto von Friedrich Zell und Richard Genée.
- 31. Januar: Am Théâtre Royal in Antwerpen erfolgt die Uraufführung der Oper Pedro de Zalaméa von Benjamin Godard.
- 15. Februar: Die Oper Mazeppa von Pjotr Iljitsch Tschaikowski nach dem Gedicht Poltava von Alexander Puschkin wird am Bolschoi-Theater in Moskau uraufgeführt.
- 04. Mai: Uraufführung der Oper Der Trompeter von Säkkingen von Viktor Nessler auf ein Libretto von Rudolf Bunge im Leipziger Schauspielhaus.
- 31. Mai: Die Oper Le Villi von Giacomo Puccini hat ihre Uraufführung am Teatro Dal Verme in Mailand. Das Libretto stammt von Ferdinando Fontana nach der Erzählung Les Willis von Alphonse Karr.
- 31. Oktober: Die Uraufführung der Operette Der Feldprediger von Karl Millöcker findet am Theater an der Wien in Wien statt.
- 29. November: Uraufführung der Oper Maria di Warden von Pietro Abbà Cornaglia im Rossini-Theater in Venedig.

Weitere Uraufführungen
- Claude Debussy: Diane au bois, (Bühnenwerk)

## Musikinstrumente
- Die Söhne des Orgelbauers John Abbey, E. et J. Abbey renovieren die Orgel der Kathedrale von Chartres.[1]

## Geboren

### Januar bis Juni

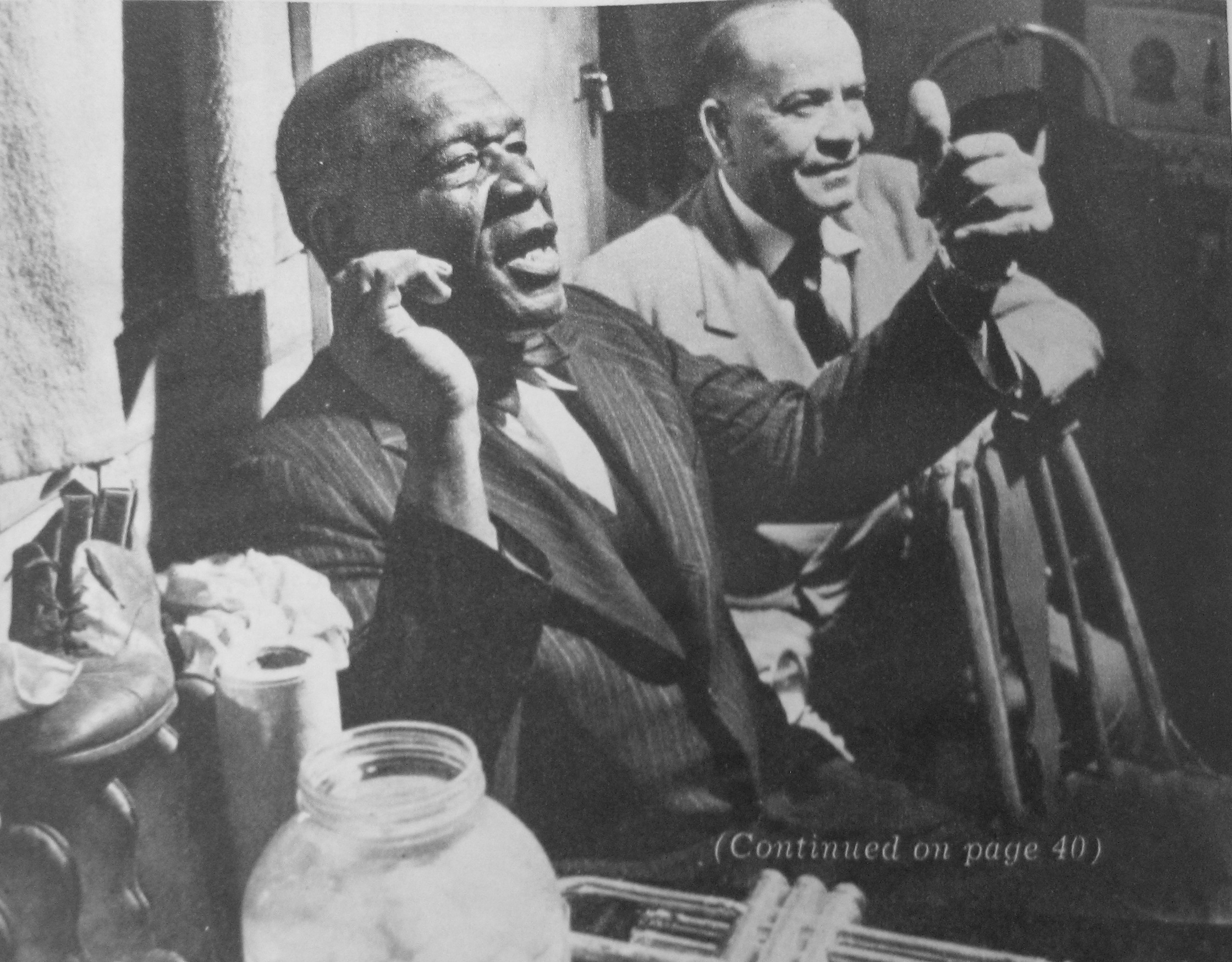
Papa Celestin; * 1. Januar

- 01. Januar: Papa Celestin, US-amerikanischer Jazz-Trompeter, Kornettist, Sänger und Bandleader († 1954)
- 01. Januar: Hugo Kreisler, österreichischer Cellist († 1929)
- 01. Januar: George W. Meyer, US-amerikanischer Songwriter († 1959)
- 03. Januar: Kurt Johnen, deutscher Pianist, Musikpädagoge und Musikschriftsteller († 1965)
- 06. Januar: Harry Pace, US-amerikanischer Aktivist, Musikverleger, Versicherungsmanager und Anwalt († 1943)
- 12. Januar: Texas Guinan, US-amerikanische Schauspielerin und Nachtclubbesitzerin († 1933)
- 12. Januar: Louis Horst, US-amerikanischer Pianist, Komponist, Choreograph und Musikpädagoge († 1964)
- 17. Januar: Hermann Buchal, deutscher Komponist, Pianist, Organist, Chorleiter und Musikpädagoge († 1961)
- 27. Januar: Nikolaus Biwer, luxemburgischer römisch-katholischer Geistlicher, Komponist und Märtyrer († 1941)
- 28. Januar: Joseph Boulnois, französischer Komponist und Organist († 1918)
- 29. Januar: Juhan Aavik, estnischer Komponist († 1982)
- 02. Februar: Józef Turczyński, polnischer Pianist und Musikpädagoge († 1953)
- 03. Februar: Samuel Lampel, deutscher Kantor, Lehrer und Komponist († unbekannt)
- 04. Februar: Edward Goll, deutschböhmischer britisch-australischer Musiker († 1949)
- 11. Februar: Alfonso Leng, chilenischer Komponist und Odontologe († 1974)
- 15. Februar: Felix Adam, deutscher Mandolinist, Zitherspieler, Gitarrist, Instrumentallehrer und Arrangeur († 1967)
- 15. Februar: Émile Bourdon, französischer Organist und Komponist († 1974)

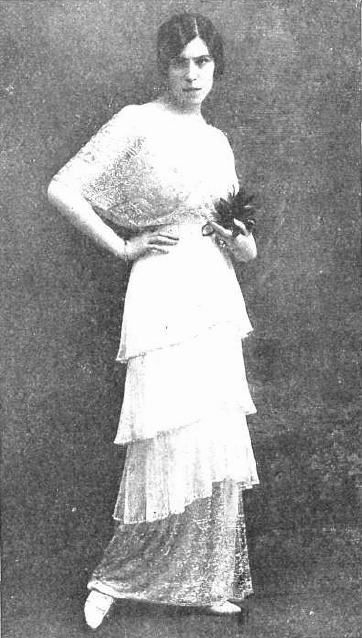
María Barrientos; * 4. März

- 16. Februar: Alfred Grünwald, österreichischer Operettenlibrettist († 1951)
- 18. Februar: Julius Gold, US-amerikanischer Geiger, Musikwissenschaftler und -pädagoge († 1969)
- 18. Februar: Alphonse Martin, kanadischer Organist, Pianist und Musikpädagoge († 1947)
- 22. Februar: York Bowen, englischer Pianist und Komponist († 1961)
- 24. Februar: Marguerite Béclard d’Harcourt, französische Komponistin und Musikethnologin († 1964)
- 24. Februar: Richard Schneider, deutscher Komponist und Musikpädagoge († unbekannt)
- 25. Februar: Miura Tamaki, japanische Opernsängerin in der Stimmlage Sopran († 1946)
- 02. März: Emile Mawet, belgischer Komponist und Cellist († 1967)
- 04. März: María Barrientos, spanische Opernsängerin († 1946)
- 05. März: Heinrich Bohr, österreichischer Gitarrist und Komponist († 1961)
- 12. März: Hugo Hirsch, deutscher Operetten- und Schlagerkomponist († 1961)
- 15. März: Céliny Chailley-Richez, französische Pianistin und Musikpädagogin († 1973)
- 15. März: Raffaele Guglielmo Tenaglia, italienischer Dirigent und Komponist († 1975)
- 17. März: Joseph Bonnet, französisch-kanadischer Organist, Komponist und Musikpädagoge († 1944)

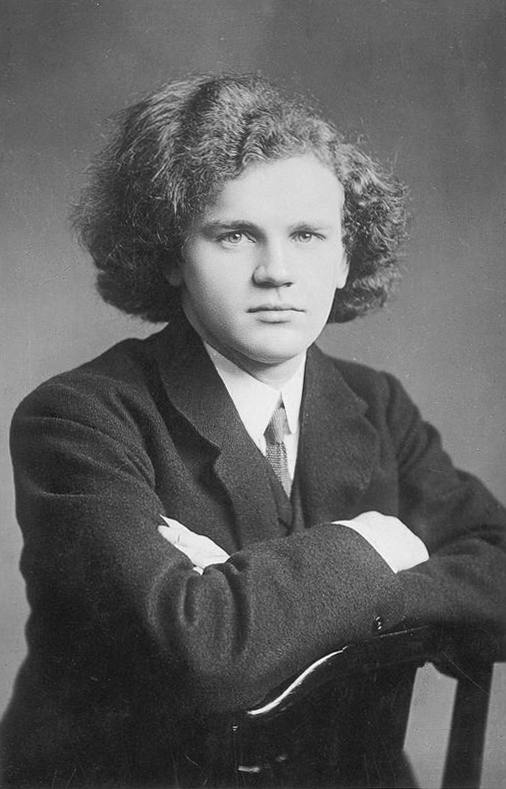
Wilhelm Backhaus; * 26. März

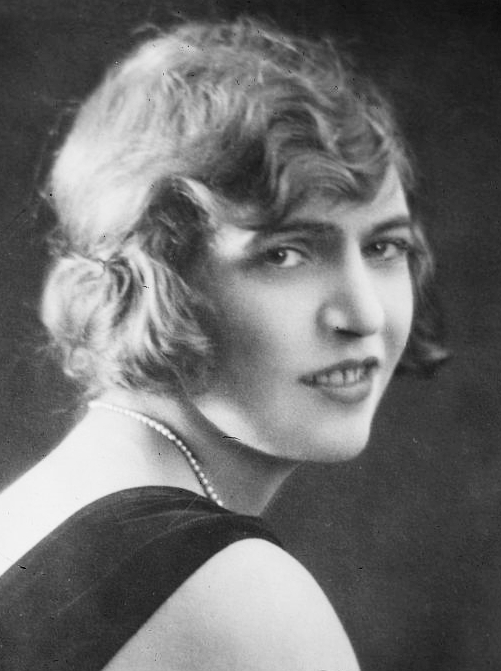
Marie Novello; * 31. März

- 17. März: Javier Rengifo, chilenischer Komponist († 1958)
- 20. März: José Cavaquinho, brasilianischer Cavaquinhospieler, Gitarrist, Flötist, Dirigent und Komponist († 1951)
- 20. März: Paul Schubert, lettischer Pianist, Komponist und Musikpädagoge († 1945)
- 26. März: Wilhelm Backhaus, deutscher Pianist († 1969)
- 31. März: Marie Novello, walisische Pianistin († 1928)
- 00. März: Milan Sokoloff, kroatischer Pianist und Musikpädagoge († nach 1928)
- 02. April: Charles-Marie Courboin, US-amerikanischer Organist († 1973)
- 14. April: Horst Platen, deutscher Komponist, Dirigent und Theaterintendant, sowie Sendeleiter des NORAG-Nebensenders Hannover († 1964)
- 16. April: Reinhold Illing, Mundartdichter und Komponist aus dem Erzgebirge († 1971)
- 20. April: Maurice Dumesnil, französischer Pianist († 1974)
- 28. April: Emil Ruh, Schweizer Komponist und Dirigent († 1946)
- 28. April: Karl Satow, deutscher Komponist († 1966)
- 01. Mai: Felipe Boero, argentinischer Komponist († 1958)
- 02. Mai: Heinrich Steinbeck, Schweizer Komponist und Dirigent († 1967)
- 07. Mai: Miguel A. Valda Paredes, bolivianischer Komponist († 1957)
- 10. Mai: Roberto Firpo, argentinischer Tango-Musiker und -Komponist († 1969)
- 13. Mai: Otto Urack, deutscher Violoncellist, Pianist, Dirigent und Komponist († 1963)
- 16. Mai: Piotr Rytel, polnischer Komponist, Musikpädagoge und -kritiker († 1970)
- 25. Mai: Emilio Perea, italienischer Opernsänger († 1946)
- 05. Juni: Ralph Benatzky, österreichischer Komponist († 1957)

### Juli bis Dezember
- 04. Juli: Willy Strecker, deutscher Musikverleger († 1958)
- 15. Juli: Enrique Soro Barriga, chilenischer Komponist († 1954)
- 19. Juli: Louise Hanson-Dyer, australische Musikverlegerin und Kunstmäzenin († 1962)
- 21. Juli: Joan Baptista Lambert i Caminal, katalanischer Musikpädagoge, Organist und Komponist († 1945)
- 23. Juli: Beppie Rijkens-Culp, niederländische Pianistin († 1958)
- 23. Juli: Apolinary Szeluto, polnischer Komponist († 1966)
- 29. Juli: Boris Wladimirowitsch Assafjew, russischer Komponist († 1949)
- 11. August: Manfred Malkin, amerikanisch-russischer Pianist und Musikpädagoge († 1966)
- 13. August: Agustín Bardi, argentinischer Tangokomponist, Geiger und Pianist († 1941)
- 13. August: Edwin Grasse, US-amerikanischer Geiger, Pianist, Organist und Komponist († 1954)
- 18. August: Basil Cameron, englischer Geiger und Dirigent († 1975)
- 23. August: Benito García de la Parra, spanischer Komponist und Musikpädagoge († 1953)
- 02. September: Bernhard Engelke, deutscher Musikwissenschaftler und Hochschullehrer († 1950)
- 06. September: Emerson Whithorne, US-amerikanischer Komponist († 1958)
- 13. September: Alfons Blümel, österreichischer Pianist und Komponist († 1943)
- 15. September: Floro Ugarte, argentinischer Komponist († 1975)
- 16. September: Alfons Singer, deutscher Kirchenmusiker und Musikpädagoge († 1951)
- 17. September: Charles Tomlinson Griffes, US-amerikanischer Komponist († 1920)
- 25. September: Abbie Mitchell, afroamerikanische Sängerin und Schauspielerin († 1960)
- 05. Oktober: Annie Hummel, deutscher Theaterschauspielerin und Opernsängerin († 1964)
- 06. Oktober: Maurice Hewitt, französischer Geiger und Dirigent († 1971)
- 06. Oktober: Max Pfeffer, austroamerikanischer Verleger, Literaturagent und Liedtexter († 1964)

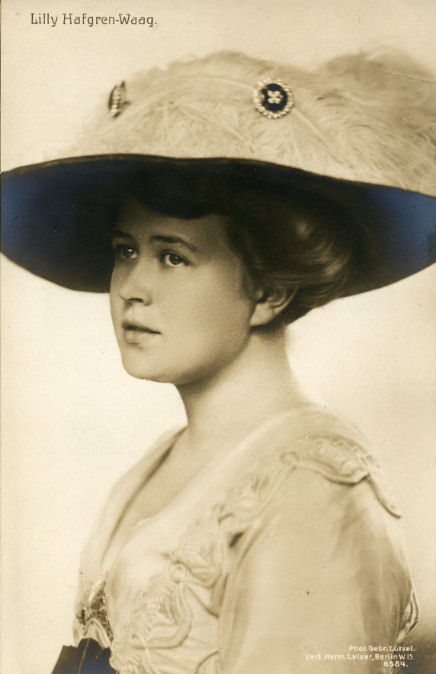
Lilly Hafgren-Waag; * 7. Oktober

- 07. Oktober: Lilly Hafgren-Waag, schwedische Opernsängerin († 1965)
- 11. Oktober: Robert Müller-Hartmann, deutscher Komponist, Musikschriftsteller und Musikpädagoge († 1950)
- 14. Oktober: Hermann Stange, deutscher Dirigent († 1953)
- 17. Oktober: Klara Semb, norwegische Folkloristin, Sammlerin von Volkstänzen und Tanzpädagogin († 1970)
- 21. Oktober: Claire Waldoff, deutsche Chanson-Sängerin. († 1957)
- 07. November: Anton Bock, deutscher Verleger († 1945)
- 07. November: Walther Müller, Schweizer Kapellmeister und Chorleiter († 1962)
- 29. November: Blanche Selva, französische Pianistin, Musikwissenschaftlerin, Komponistin und Musikpädagogin († 1942)
- 06. Dezember: Bruno Eisner, österreichisch-amerikanischer Pianist und Musikpädagoge († 1978)
- 14. Dezember: Victor Alberti, ungarisch-deutscher Musikverleger († 1942)
- 20. Dezember: Juozas Gruodis, litauischer Komponist und Musikpädagoge († 1948)
- 20. Dezember: Domingo Santa Cruz, argentinischer Bandoneonist, Bandleader und Tangokomponist († 1931)
- 30. Dezember: Karl Heinrich David, Schweizer Komponist und Musikkritiker († 1951)

### Genaues Geburtsdatum unbekannt
- Samuel Belov, US-amerikanischer Geiger, Bratschist und Musikpädagoge († 1954)
- Eva Clare, kanadische Pianistin und Musikpädagogin († 1961)
- Blanche Gauthier, kanadische Schauspielerin und Sängerin († 1960)
- William B. Houchens, US-amerikanischer Musiker († ca. 1955)
- Arthur Pigeon, kanadischer Akkordeonist († 1966)
- Linda Thelma, argentinische Schauspielerin und Sängerin († 1939)

## Gestorben

### Todesdatum gesichert

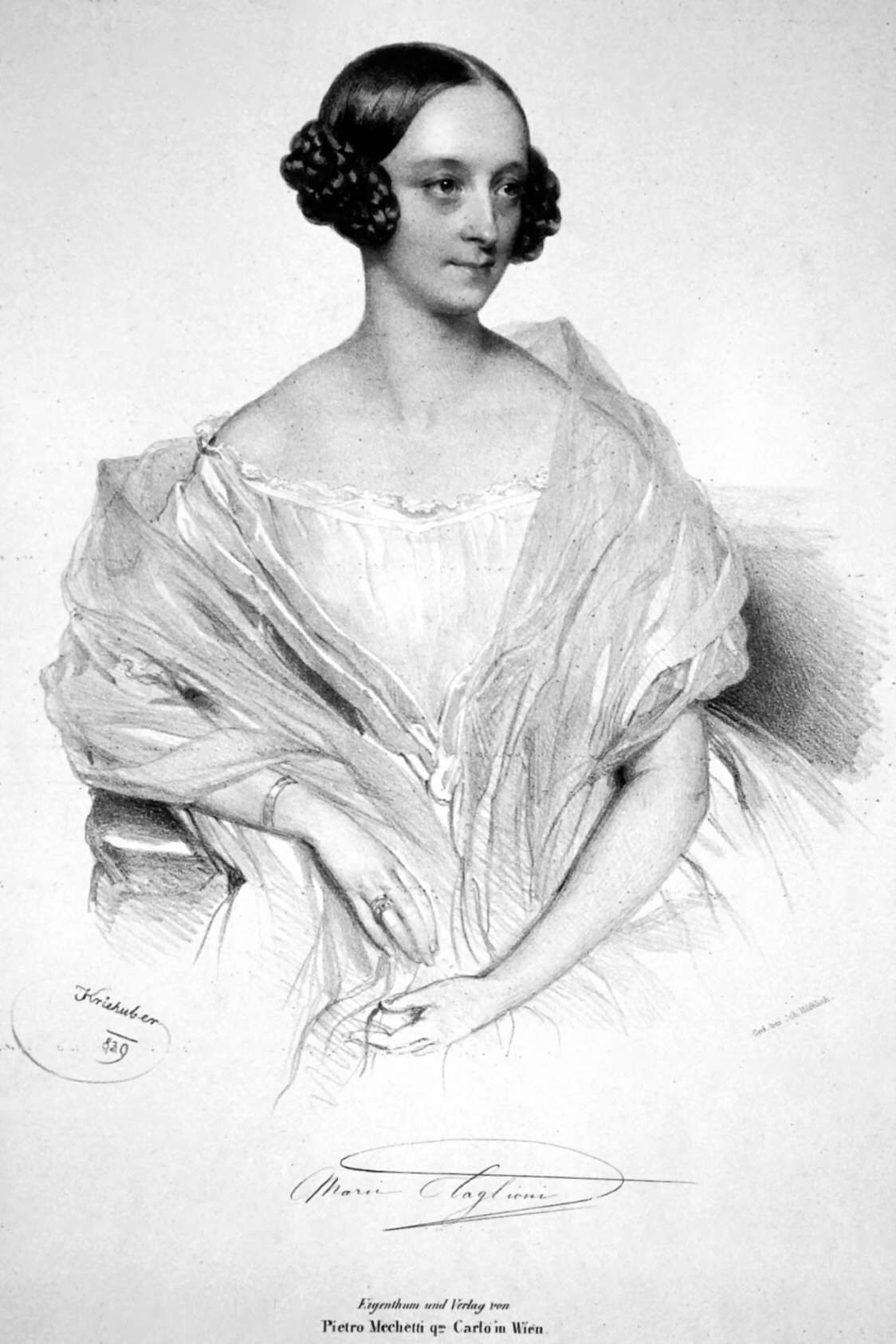
Maria Taglioni; † 22. April

- 04. Januar: Louis Ehlert, deutscher Komponist und Musikkritiker (* 1825)
- 17. Januar: Friedrich Schmitt, deutscher Sänger und Gesangslehrer (* 1812)
- 24. Januar: Johan Christian Gebauer, dänischer Komponist, Musiktheoretiker und Organist (* 1808)
- 25. Januar: Johann Gottfried Piefke, preußischer Militärmusiker und Komponist (* 1815)
- 19. März: Charles Renaud de Vilbac, französischer Organist und Komponist (* 1829)
- 22. April: Marie Taglioni, italienische Tänzerin (* 1804)

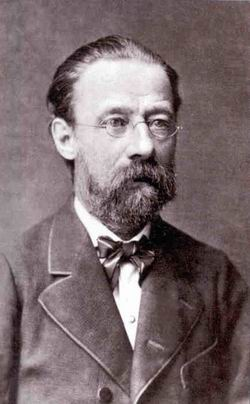
Bedřich Smetana; † 12. Mai

- 12. Mai: Bedřich Smetana, böhmischer Komponist (* 1824)
- 16. Mai: Teobaldo Power, spanischer Komponist (* 1848)
- 25. Juni: Hans Rott, österreichischer Komponist und Organist (* 1858)
- 20. Juli: Carl Böhmer, deutscher Violinist, Komponist und Musikpädagoge (* 1799)
- 09. August: Andreas Grabau, deutscher Cellist (* 1808)
- 18. August: Franz Seraphin Hölzl, österreichischer Komponist, Chorleiter und Kirchenmusiker (* 1808)
- 28. August: Karl Heinrich Georg Davin, deutscher Organist, Seminarlehrer und Komponist (* 1823)
- 30. September: Louis Lacombe, französischer Komponist (* 1818)
- 30. Oktober: Pasquale Brignoli, italienischer Operntenor (* 1824)
- 04. Dezember: Alice Mary Smith, englische Komponistin (* 1839)
- 08. Dezember: Sigmund Lebert, deutscher Musikpädagoge (* 1821)

### Genaues Todesdatum unbekannt
- Ludwig Weineck, deutscher Orgel- und Klavierbauer (* 1809)